# Barbara Nedeljáková
Barbara Nedeljáková (Banská Bystrica, 16 maggio 1979) è un'attrice slovacca.
È conosciuta soprattutto per il suo ruolo nel film Hostel. 

## Filmografia
| Anno | Titolo                          | Ruolo               | Altre note            |
| ---- | ------------------------------- | ------------------- | --------------------- |
| 2003 | 2 cavalieri a Londra            | Debuttante #3       | Ruolo minore          |
| 2005 | Doom                            | Ragazza al Bar      | Ruolo minore          |
| 2005 | Hostel                          | Natalya             | Ruolo da protagonista |
| 2007 | Hostel: Part 2                  | Natalya (Flashback) | Ruolo minore          |
| 2009 | DaZe: Vol. Too (sic) - NonSeNse | ragazza straniera   | Ruolo minore          |
| 2013 | The Winner 3D                   | Debbie Brook        | Ruolo minore          |